# Spartak Czerniowce
Spartak Czerniowce (ukr. Футбольний клуб «Спартак» Чернівці, Futbolnyj Kłub "Spartak" Czerniwci) – ukraiński klub piłkarski z siedzibą w Czerniowcach.

## Historia
Piłkarska drużyna Spartak została założona w Czerniowcach w 1929 roku. Występował w rozgrywkach lokalnych.
W 1946 klub debiutował w rozgrywkach Trzeciej grupy Mistrzostw ZSRR.
Potem występował w rozgrywkach mistrzostw i Pucharu obwodu czerniowieckiego, dopóki nie został rozformowany.

## Sukcesy
- 4 miejsce w ukraińskiej strefie zachodniej Trzeciej Grupy Mistrzostw ZSRR: 1946

## Inne
- Dynamo Czerniowce